# Polizeipräsidium Düsseldorf

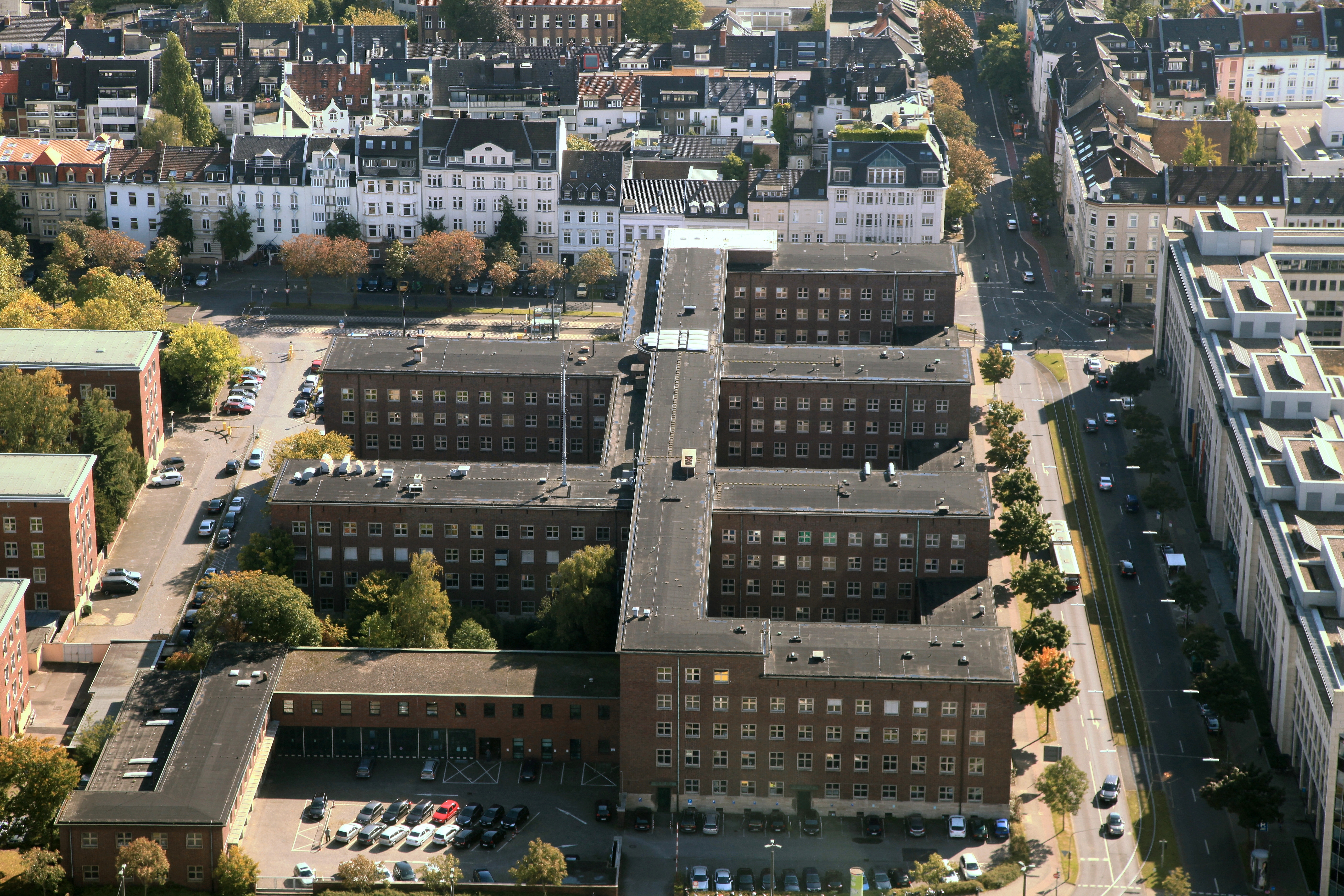
Polizeipräsidium aus der Vogelperspektive, von Nordwesten gesehen (2012)

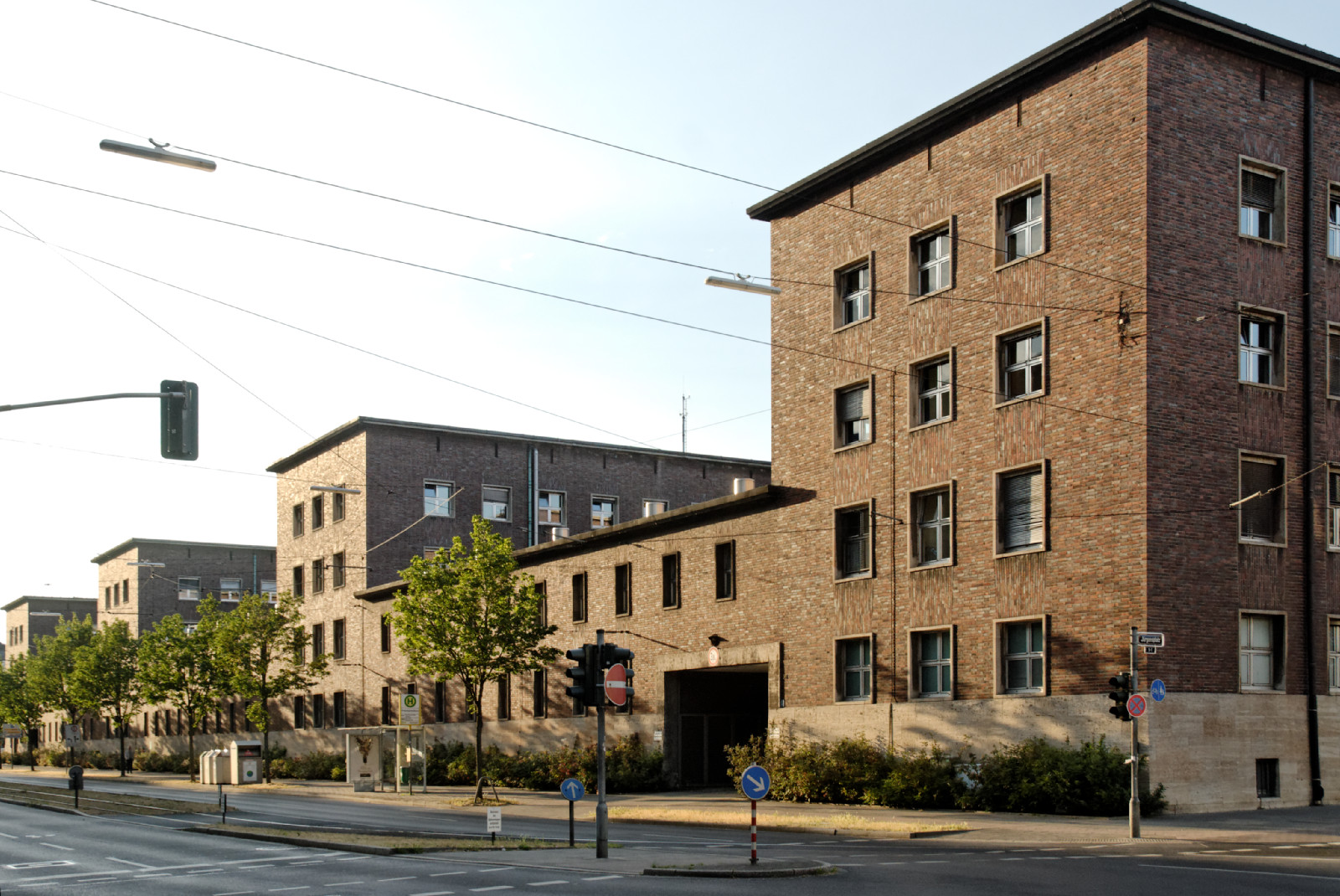
Polizeipräsidium, von Südosten gesehen (2011)

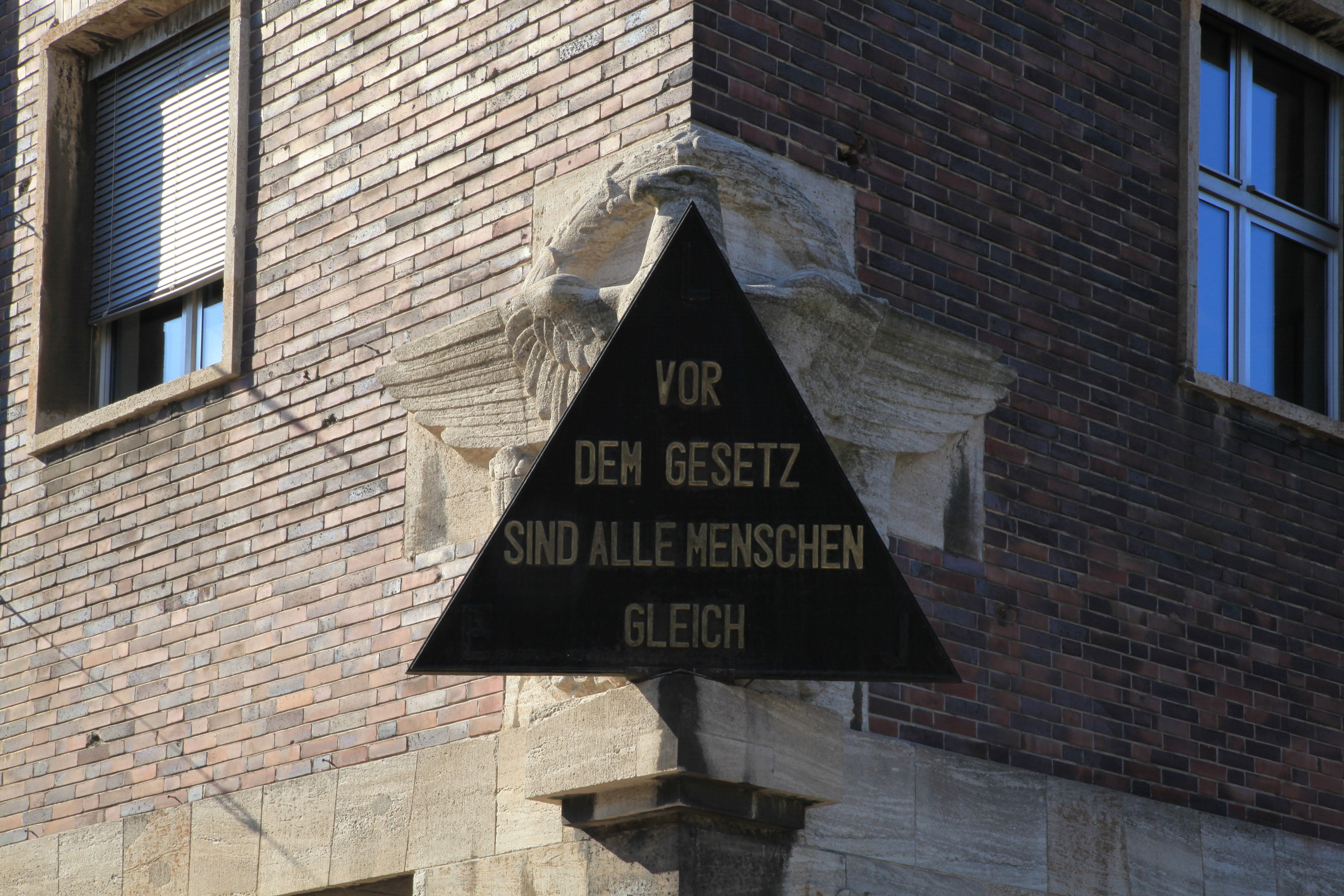
Reichsadler an der Gebäudeecke zum Jürgensplatz: Das ihm vorangesetzte Dreieck mit dem Spruch Vor dem Gesetz sind alle Menschen gleich weist auf den Gleichheitssatz hin. Angebracht wurde die Eisentafel im Jahr 1984; Künstler ist Anatol Herzfeld.

Das Polizeipräsidium Düsseldorf ist eine Kreispolizeibehörde der Polizei Nordrhein-Westfalen und zuständig für die kreisfreie Landeshauptstadt Düsseldorf und alle Autobahnen im Regierungsbezirk Düsseldorf. Die Behörde bestand von 1926 bis 1945 und seit 1953 als staatliches Präsidium, davor und in der Nachkriegszeit hingegen unter kommunaler Aufsicht. Das Präsidium ist heute dem nordrhein-westfälischen Innenministerium unterstellt und befindet sich in Düsseldorf-Derendorf unter der Anschrift Derendorfer Allee 4.

## Geschichte
Das kasernenartige Gebäude des Polizeipräsidiums, das neben modernen auch neoklassizistische Züge trägt und in die Formen der Architektur im Nationalsozialismus überleitet, liegt am Rande des Regierungsviertels der Landeshauptstadt und wird zurzeit modernisiert.

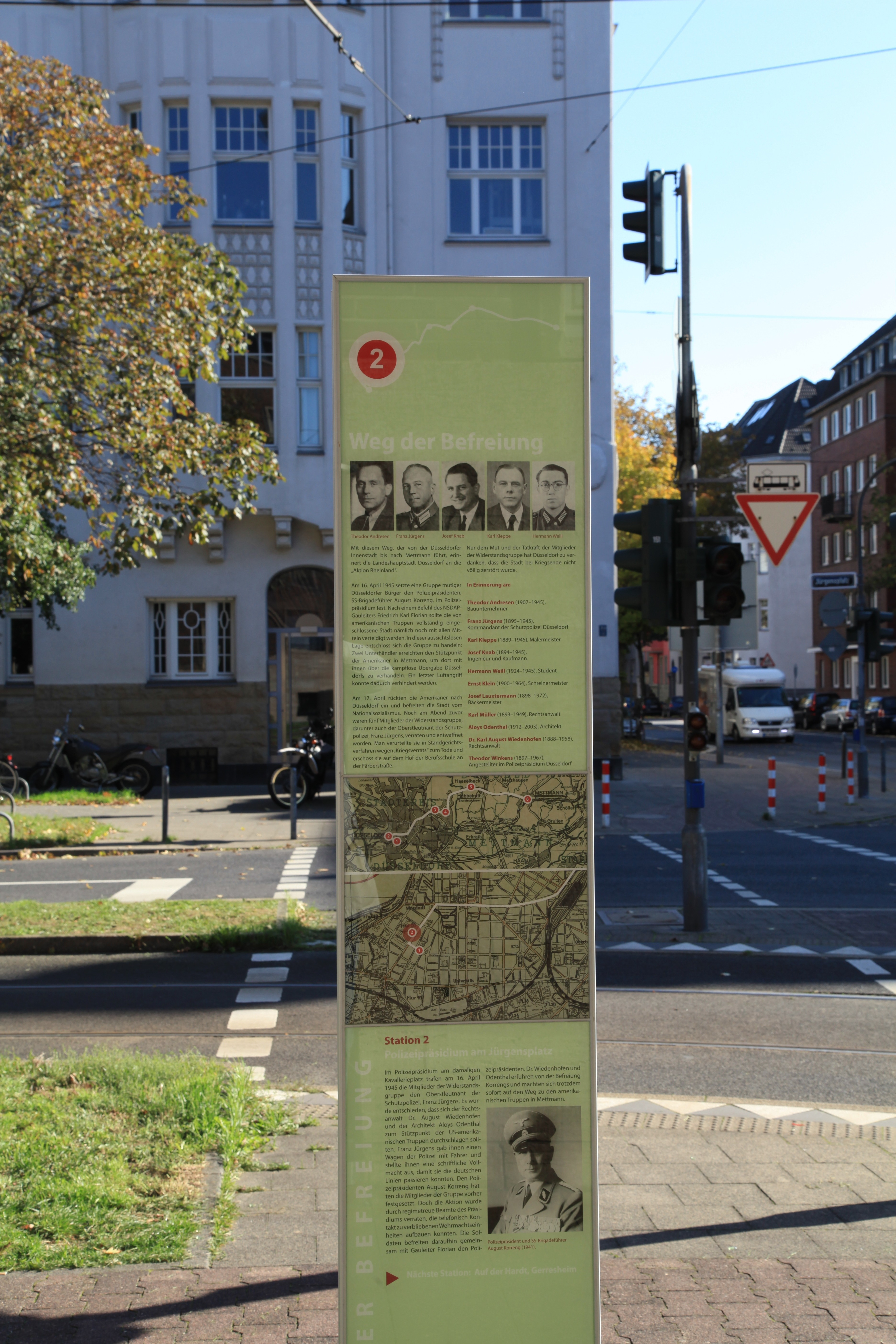
Erinnerungsstele an die Aktion Rheinland (Jürgensplatz), eine Station im Geschichtsprojekt Weg der Befreiung

Das staatliche Polizeipräsidium Düsseldorf wurde durch Erlass des preußischen Innenministers Carl Severing vom 1. Juli 1926 institutionell errichtet. Es ersetzte damit die kommunal geregelte Polizei, die von der Aufsicht der Stadt Düsseldorf in staatliche Aufsicht überging. Das Präsidium war zunächst im Stadthaus an der Mühlenstraße 29–31 untergebracht. Am 12. Oktober 1929 wurde der Grundstein für das heutige Gebäude am Kavallerieplatz (ab 1937 Mackensenplatz 5–7) im Beisein von Innenminister Albert Grzesinski gelegt. Die Architekten Alexander Schäfer und A. Hein hatten den Gebäudekomplex im Rahmen eines 1928 von der staatlichen Bauverwaltung ausgeschriebenen Ideenwettbewerbes entworfen. Als Bauplatz stand das Gelände der ehemaligen Husarenkaserne zur Verfügung, das ringsum umschlossen wird von der Edith-Fürst-Straße (vormals Jürgensplatz), der Hubertusstraße, der Neusser Straße und dem Fürstenwall. Auf dem Grundstück wurde dem Polizeipräsidium die südliche und dem Landesfinanzamt die nördliche Hälfte als Bauplatz zugewiesen, dessen Bau zunächst aufgeschoben wurde. Im Winter 1933/34 erfolgten Fertigstellung und Umzug der verschiedenen Polizeiabteilungen in das Präsidium.
In der Zeit des Nationalsozialismus wurde die Düsseldorfer Polizei gleichgeschaltet: Am 29. April 1933 wurde der Präsident Hans Langels (Zentrumspartei) durch die nationalsozialistischen Machthaber mit sofortiger Wirkung beurlaubt, mit Beschluss des preußischen Staatsministeriums vom 5. Mai 1933 in den einstweiligen Ruhestand und schließlich am 3. Oktober 1933 nach § 6 des Gesetzes zur Wiederherstellung des Berufsbeamtentums zum 1. Februar 1934 in den Ruhestand versetzt. Ihm folgte der SS-Führer Fritz Weitzel. Die Politische Polizei wurde in die Staatspolizeileitstelle Düsseldorf umgewandelt. Auch war das Präsidium Schauplatz von Verhören und Massenverhaftungen, politischen Morden und Misshandlungen von politischen Gegnern oder Düsseldorfer Juden.
Traurige Bekanntheit erlangte der Bericht des Majors der Schutzpolizei Paul Salitter über eine am 11. Dezember 1941 durchgeführte Deportation jüdischer Bürger nach Riga. Der Bericht steht symbolisch für die Beteiligung der Düsseldorfer Ordnungspolizei am Holocaust. Rund 1.200 Polizeibeamte waren nach 1939 im „auswärtigen Einsatz“ und beteiligten sich insbesondere in den besetzten Gebieten an Verbrechen gegen die Zivilbevölkerung. Im April 1945 kam es im Präsidium zur Aktion Rheinland, bei der Polizeipräsident August Korreng in einer Haftzelle festgesetzt wurde und Franz Jürgens das Kommando über die Polizei übernahm. Der Zweite Weltkrieg in Düsseldorf endete am 17. April 1945 mit der kampflosen Übergabe des Präsidiums an US-Truppen. Seit Sommer 1945 heißt der Platz „Jürgensplatz“, in Erinnerung an einen zentralen Akteur des Widerstands der Aktion Rheinland gegen das NS-Regime.
Die Alliierten machten die Verstaatlichung von 1926 rückgängig und lösten die Behörde auf bzw. überführten sie zurück in die Verantwortung der Kommune und des Oberstadtdirektors. Erst 1953 wurde wieder der Innenminister des 1946 gegründeten Bundeslandes Nordrhein-Westfalen zuständig. An der Gebäudeseite zur Lorettostraße wurde über dem ehemaligen Hakenkreuz-Adler eine Tafel mit der Inschrift „Vor dem Gesetz sind alle Menschen gleich“ angebracht.
An die wechselvolle Geschichte des Präsidiums und der Düsseldorfer Polizei erinnern heute ein Gedenkraum unter dem Foyer und eine daran angeschlossene Dauerausstellung „Transparenz und Schatten“, die vom Verein „Geschichte am Jürgensplatz e. V.“ erarbeitet wurde und betreut wird.
2007 wurde ein Sammelband mit wissenschaftlichen Aufsätzen zu lokalen polizeigeschichtlichen Themen veröffentlicht. Diesem Buch liegt eine DVD mit einer überarbeiteten Version des in den Jahren 1928 und 1929 in Düsseldorf gedrehten Werbefilms für die preußische Schutzpolizei mit dem Titel „Dienst am Volk“ bei. Vor dem charakteristischen Bodenmosaik in der Eingangshalle steht heute die Skulptur „Wächter“ des Künstlers und ehemaligen Polizisten Anatol Herzfeld, zu dessen achtzigsten Geburtstag 2011 die Ausstellung „Anatol Herzfeld – Künstler und Schutzmann“ veranstaltet wurde.

## Modernisierung
Die beiden Gebäudekomplexe (Jürgensplatz, Fürstenwall, Neusser Straße, Hubertusstraße), seit 1984 unter Denkmalschutz, werden nach Plänen des Düsseldorfer Architektenbüros HPP modernisiert und mit Anbauten erweitert. Die Autos verschwinden in eine zweigeschossige Tiefgarage. Der Jürgensplatz erhält eine neue Gestaltung mit Steinelementen.
Aufgrund der Sanierungsmaßnahmen am Polizeipräsidium zogen die meisten Dienststellen ab dem 6. Juni 2017 vom Jürgensplatz 5–7 in die Haroldstraße 5 an den ehemaligen Standort des Innenministeriums um.

## Liste der Polizeipräsidenten (Auswahl)
- Hans Langels (1926–1933)
- Fritz Weitzel (1933–1940)
- August Korreng (1940–1945)
- Otto Goetsch (1945)
- August Rost (1945)
- Herbert Klein (1954–1968)
- Horst Jäger (1969–1981)
- Hans Lisken (1981–1996)
- Rainer Wittmann (1996–2000)
- Michael Dybowski (2000–2006)
- Herbert Schenkelberg (2006–2014)
- Norbert Wesseler (2014–2023)[11]
- Miriam Brauns (seit 2023)[12]